# Piper opizianum
Piper opizianum är en pepparväxtart som beskrevs av Fuernr.. Piper opizianum ingår i släktet Piper och familjen pepparväxter. Inga underarter finns listade i Catalogue of Life.